# Арданово
Арда́ново (укр. Арданово) — село в Каменской сельской общине Береговского района Закарпатской области Украины.
Расположено на реке Мухов Ярок (притока реки Боржава), на юго-западных склонах горного хребта Гат, в 22 км от Иршавы.
Население по переписи 2001 года составляло 1615 человек. Почтовый индекс — 90120. Телефонный код — 3144. Занимает площадь 2,733 км². Код КОАТУУ — 2121980401.

## История
О заселении в древности территории Арданова и местности, расположенной вокруг него, свидетельствуют найденные каменные орудия труда эпохи неолита (V тысячелетие до н. э.), остатки поселения и городище с двойной системой земляно-каменных валов и рвов, существовавших в X—IX и VIII—VII вв. до н. э. и сохранившихся до наших дней, курганы VI—IV вв. до н. э., расположенные в Дунковице, а также найденные в Арданове клад греческих монет IV в. до н. э., остатки поселения и могильник первых веков н. эры.
Первые письменные упоминания об Арданово относятся к 1448 г. Крестьяне села участвовали в освободительной войне 1703—1711 г. против австрийского правления.
В конце XIX — начале XX веков в селе были основаны цехи по изготовлению ковров и вышитых полотенец, а также корзинный цех.
В современной историографии существует обоснованая версия о локализации одного из древнеславянских племенных протогосударств - Артании (Арсании)в районе Карпат (современное Прикарпатье, Закарпатье). Соответственно, городище, которое располагалось на месте современного села Арданово (Закарпатская область) с большой долей вероятности, являлось столицей Артании. Данную версию подтверждает наличие большого количества топоники (река Арданка, урочище - Ардан, село Арданово) и наличие славянских племен в регионе Паноннии, Карпат, Прикарпатья в период описанный арабскими историографами, в котором собственно и имело место разделение славянских племен на Славинию, Куявию, Артанию....